# 拉克酒
拉克酒（土耳其語：Rakı，奥斯曼土耳其语：راقى，發音：[ɾaˈkɯ]）是一款土耳其和巴尔干地区畅销的茴香味开胃酒，通常与海鲜或称为Meze的地中海小食一起饮用。拉克酒与地中海、阿尔巴尼亚和中东地区周边地区多款酒类似，包括法国茴香酒、希腊乌佐酒、意大利珊布卡及中东亚力酒。拉克酒有土耳其国酒之誉。
有时，南欧和巴尔干地区出产的果渣蒸馏酒也被广义的称为拉克酒。

## 历史
在奥斯曼帝国，直到19世纪，受限于各位蘇丹的严格法令，希腊人和阿尔巴尼亚人经营的称作Meyhane的酒馆还仅仅提供葡萄酒。虽然酒馆的服务员大多是穆斯林，但是伊斯兰当局还是时不时的对他们提出诉讼。直到氛围相对宽松的坦志麦特的改革运动时期（1839年至1876年），大量穆斯林出入这些酒馆，而拉克酒逐渐取代葡萄酒，成为酒客们的最爱。到20世纪末，拉克酒正式成为酒馆中的必备酒款。
这一时期，拉克酒的酿造主要通过蒸馏葡萄酒酿造过程中残留的葡萄果渣得到。如果果渣的浓度不够，就会在其中添加酒精。如果不加入茴香籽调味，则酿出来的酒则被称为“düz rakı”，而添加了洋乳香的拉克酒则被称为“sakız rakısı”或“mastikha”，这种酒以希俄斯群岛出产的最为有名。
随着奥斯曼帝国的崩溃和现代土耳其共和国的建立，拉克酒的蒸馏被土耳其国有公司Tekel垄断，1944年在伊兹密尔第一家工厂建立。随着甜菜种植业的发展，Tekel公司也开始使用糖浆蒸馏酒精。这种拉克酒被冠以一个全新的品牌“Yeni Rakı ”。糖浆赋予Yeni Rakı 独特的苦味，广受欢迎。
如今，随着竞争的加剧，以及Tekel公司2004年进行了私有化，数个全新品牌和种类的拉克酒出现在市场上，每款都有其独特的配方和制作工艺，而其整体质量都保持较高水准。这些品牌包括Efe Rakı，Çilingir Rakı，Mercan Rakı，Fasıl Rakı，Burgaz Rakı，Ata Rakı和Anadolu Rakı。“Sarı Zeybek Rakısı”是另外一款新进品牌的拉克酒，使用橡木桶进行陈酿，其酒液有一种独特的金黄色。
据说土耳其的国父，穆斯塔法·凯末尔·阿塔蒂尔克也是拉克酒的忠实拥趸。

## 生产

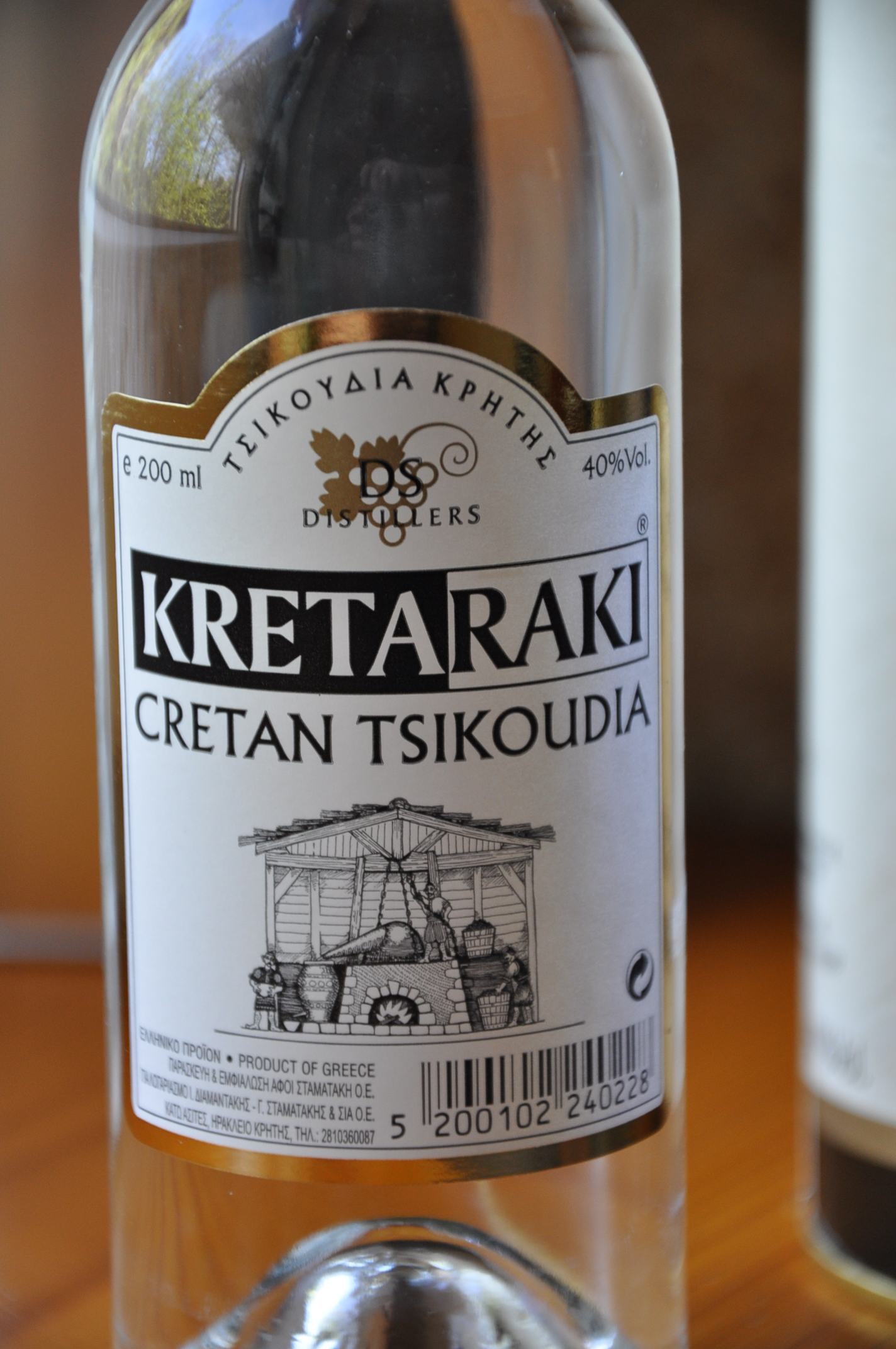

拉克酒传统的酿造过程包括使用葡萄皮渣进行两次蒸馏，蒸馏通常使用5000公升的铜制器皿，最后使用茴香籽进行调味。
标准的拉克酒是葡萄的产品，尽管可能也使用无花果生产。 使用无花果生产的拉克酒被称作“boğması”或“incir rakısı”通常在土耳其南部省份比较流行。
拉克酒可以分为两大类，一类只使用葡萄干酿造，另外一类使用葡萄干和新鲜葡萄酿造。“Yeni Rakı”就是使用葡萄干酿造的葡萄酒。“Tekirdağ Rakısı”则是另外一类拉克酒的代表。传统拉克酒的酿造都是使用葡萄干的，然而，一些葡萄酒酿造的酒厂倾向同时使用新鲜葡萄进行酿造以实现更高的质量。近年来，新鲜葡萄酿造的拉克酒逐渐成为主流。“Efe Rakı”是第一个只使用新鲜葡萄酿造拉克酒的公司，他们的拉克酒称作“Efe Yaş Üzüm Rakısı”。
然而，最知名的和最普及的拉克酒品牌，仍然是“Yeni Rakı”（由Tekel公司生产，2004年私有化过程中将酿造权转让给了Mey Alkol公司），和“Tekirdağ Rakısı”（泰基尔达地区出产）。泰基尔达地区出产的“Tekirdağ Rakısı”因其独特的风味而出名，据悉其原因是在酿造过程中使用了乔尔卢地下自流井的水。“Yeni Rakı”的酒精浓度为45%，每升酒液含有1.5克茴香；“Tekirdağ Rakısı”的酒精浓度同样为45%，每升酒液含有茴香成份略高，为1.7克。另外两个顶级品牌的拉克酒分别为“Kulüp Rakısı”和“Altınbaş”，酒精浓度为50%。
生产过程中，残留在罐子底部的拉克酒被称作“Dip rakısı”。Dip rakısı被认为是浓缩了整罐酒最精华的芳香和风味的酒，被称作“özel rakı”，意思是最特别的拉克酒。通常这种就不会被推向市场，而是被各家酒厂作为礼物赠送给其大客户。

## 饮用
在土耳其，作为全民酒饮，拉克酒传统上是直接饮用的，也可以伴一杯冰水饮用，或者和冰水混合饮用。偶尔直接加冰块饮用。和苦艾酒等茴香酒类似，拉克酒混合水之后会发生乌佐效应，变成乳白色不透明的液体。因为这种现象，这种饮料被称之为“aslan sütü”，意思是阿斯兰狮子奶。阿斯兰在土耳其通常被认为是一个坚强，强壮的人，称拉克酒为阿斯兰狮子奶，也寓意这种酒是赐予强者的牛奶。
拉克酒通常就着称为“Meze”的地中海小食一起饮用（Meze是多种冷碟或热碟的开胃小菜），通常在正餐前享用。海鲜、芝麻菜、羊酪和甜瓜在当地最受欢迎。同样受欢迎的还包括各种红肉类食物，如羊肉串，这时除了拉克酒，还会选择伴白蘿蔔汁一起饮用。